# Richard Dean
Richard Dean (ur. 7 października 1965 roku w Leeds) – brytyjski kierowca wyścigowy.

## Kariera
Dean rozpoczął karierę w wyścigach samochodowych w 1985 roku od startów w Festiwalu Formuły Ford, gdzie zajął piętnaste miejsce. W późniejszych latach pojawiał się także w stawce Francuskiej Formuły Ford 1600, Brytyjskiej Formuły Ford Esso 1600, Brytyjskiej Formuły 3, Formuły 3000, Brytyjskiej Formuły 3000, Japońskiej Formuły 3, Japońskiej Formuły 3000, Grand Prix Makau, Brytyjskiej Formuły 2, All-Japan GT Championship, Formula 3000 Birkin Cars/TVR Invitational Race, Japanese Touring Car Championship, Global GT Championship, FIA GT Championship, British GT Championship, American Le Mans Series, European Le Mans Series, 24-godzinnego wyścigu Le Mans, Le Mans Series, Ginetta G50 Cup Great Britain, Grand American Rolex Series, FIA GT3 European Cup, 24H Series, Blancpain Endurance Series oraz Britcar Silverstone 24hr.
W Formule 3000 Brytyjczyk startował w latach 1990, 1992. W pierwszym sezonie startów w ciągu pięciu wyścigów, w których wystartował, uzbierał łącznie dwa punkty. Dało mu to dziewiętnaste miejsce w klasyfikacji generalnej. Rok później Dean nie zdobywał już punktów.